# Trichophyton violaceum
Trichophyton violaceum är en svampart. Trichophyton violaceum ingår i släktet Trichophyton och familjen Arthrodermataceae.

## Underarter
Arten delas in i följande underarter:
- violaceum
- indicum

## Bildgalleri

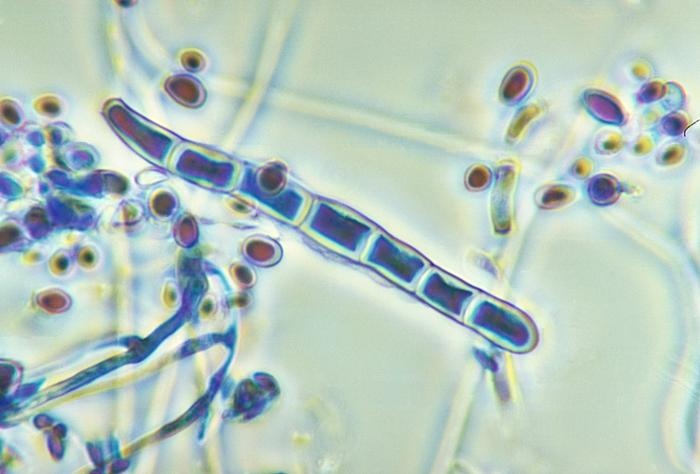